# N-tv
N-tv (geheel in onderkast geschreven) is een Duitse 24-uurs-nieuws-televisiezender en is onderdeel van RTL-groep. N-tv concurreert nationaal met WELT.

## Programmering
N-tv vult het grotendeel van de programmering met "Nachrichten" (nieuwsuitzendingen). Deze worden sowieso op het hele uur uitgezonden. In "Telebörse" wordt het laatste financieel en economisch nieuws gebracht. Overdag en in de avond worden ook documentaires uitgezonden. Bij urgent nieuws vervallen de documentaires.

## Geschiedenis
N-tv is gestart in 1992 vanuit Berlijn. De Amerikaanse nieuwszender CNN kocht in 1994 aandelen en werd voor 50% eigenaar van de zender. In 2004 is de redactie en studio verhuisd naar Keulen, waar RTL-groep gevestigd is. In 2006 nam RTL-groep de zender voor 100% over.